# 井手俊郎
井手 俊郎（いで としろう、1910年4月11日 - 1988年7月3日）は、日本の脚本家。息子はプロ野球・元中日ドラゴンズ選手の井手峻。筆名(併用)=権藤利英、三木克巳。

## 来歴・人物
佐賀県北波多村徳須江出身。祖父・井手豊助は1890年（明治23年）の公選で初代北波多村長となり、父の金次郎は政友会を北波多村に建て村議となった。生家は質店を営み、現存する当時の店舗兼住宅建物は2019年に国の登録有形文化財に登録されている。
旧制佐賀県立唐津中学（現・佐賀県立唐津東中学校・高等学校）を経て、官立東京高等工芸学校（現在の千葉大学工学部意匠科）を卒業する。
商業美術家としてパピリオ化粧品、アサヒビール、婦人画報社などの宣伝部嘱託を務めた。戦時体制になってきたため定職につくことを考え、1937年、東宝宣伝部の招きに応じて入社。宣伝部から劇場担当に移る。直営館の支配人として各地を転任し、戦時中は愛媛県松山や朝鮮京城の映画館主を務め、巧みな宣伝で好成績を収めた。その後、兵役につく。子息の峻の回想では戦争中に郷里の唐津に家族で移ったという。
敗戦後、会社に戻ると撮影所に配属され、プロデューサー助手となる。プロデューサーとして製作にかかわった1949年の『青い山脈』で監督が脚本家の台本を気に入らず、仕方なく脚本を執筆したところ採用されることとなり、これが脚本家デビューとなる。
東宝争議で退社したのちは藤本プロダクションに所属するが、1951年からフリーとなり、八住利雄らと並んで戦後における東宝映画の代表的脚本家として活躍した。
東宝と関係が強かったため、松竹の中村登監督作品には、権藤利英のペンネームを使って参加した。権藤利英の由来は打ち合わせに使っていた喫茶店ゴンドリエの名前である。
長らくプライベートで付き合いがあった市川崑によると、洒脱な皮肉屋だったが映画が大好きで、あまり紙に書かずに喋ってばかりの『井出節』と呼ばれた、お喋りの名人であったという。
子息の峻は井手がシナリオを書くためにいつも机に向かっている姿を見て育ち、「あんな商売は絶対にいやだな」と感じるとともに、井手の書いた作品にも興味を抱かなかったと述べている。

## 受賞
- 年間代表シナリオ(昭和24年度・26年度・28年度・29年度・30年度・31年度・38年度・41年度・45年度・57年度) [1]

## 作品

### 映画 (脚本☆・脚色)
- 青い山脈（1949年、1957年、1963年、☆1975年）
- 女の顔（1949年）
- 東京無宿（1950年）☆
- 山の彼方に（1950年）☆
- えり子とともに（1951年）
- めし（1951年）
- 若い娘たち（1951年）☆
- その人の名は言えない（1951年）☆
- メスを持つ処女（1951年）☆
- 恋文裁判（1951年）☆
- 戦後派お化け大会（1951年）☆
- 若人の歌（1951年）☆
- ホープさん（1951年）
- 哀愁の夜（1951年）☆
- 結婚行進曲（1951年）☆
- 息子の花嫁（1952年）☆
- 金の卵（1952年）☆
- 三等重役（1952年）
- 猛獣使いの少女（1952年）☆
- 東京の恋人（1952年）☆
- 浅草四人姉妹（1952年）☆
- 丘は花ざかり（1952年）
- 秘密（1952年）☆
- 夫婦（1953年）☆
- 妻（1953年）
- 愛情について（1953年）☆
- 母と娘（1953年）
- 続思春期（1953年）☆
- 幸福さん（1953年）
- 愛人（1953年）
- にごりえ（1953年）
- ママの日記（1954年）
- 今宵ひと夜を（1954年）
- 伊津子とその母（1954年）
- 落語シリーズ 第一話 落語長屋は花ざかり（1954年）☆
- 女の暦（1954年）
- 晩菊（1954年）
- ともしび（1954年）
- 女人の館（1954年）
- 警察日記（1955年）
- 幸福を配達する娘（1955年）☆
- 大番頭小番頭（1955年）☆
- おふくろ（1955年）☆
- 心に花の咲く日まで（1955年）☆
- サラリーマン 目白三平（1955年）
- 五十円横町（1955年）☆
- 由起子（1955年）☆
- 月夜の傘（1955年）☆
- 風流交番日記（1955年）
- 続・警察日記（1955年）
- 見事な娘（1956年）
- 愛情の決算（1956年）
- 鬼の居ぬ間（1956年）
- 妻の心（1956年）☆
- 屋根裏の女たち（1956年）
- 洲崎パラダイス 赤信号（1956年）
- ロマンス娘（1956年）原作
- 飯沢匡作「二号」より ある女の場合（1956年）
- 日蝕の夏（1956年）
- 流れる（1956年）
- 歌う不夜城（1957年）☆
- 美貌の都（1957年）☆
- 目白三平物語 うちの女房（1957年）
- 山鳩（1957年）
- 大当り三色娘（1957年）
- 生きている小平次（1957年）
- その夜のひめごと（1957年）
- 初恋物語（1957年）
- 若い娘たち（1958年）
- 東京の休日（1958年）☆
- 家内安全（1958年）
- 母三人（1958年）☆
- 愛情の都（1958年）☆
- 女であること（1958年）☆
- すずかけの散歩道（1959年）
- 燈台（1959年）
- 社員無頼 怒号篇（1959年）
- 社員無頼 反撃篇（1959年）
- ある日わたしは（1959年）
- 娘・妻・母（1960年）☆
- 新・三等重役 旅と女と酒の巻（1960年）
- 山のかなたに 第一部林檎の頬・第二部魚の接吻（1960年）
- 新・三等重役 当るも八卦の巻（1960年）
- サラリーマン目白三平 女房の顔の巻（1960年）
- サラリーマン目白三平 亭主のためいきの巻（1960年）
- 新・三等重役 亭主教育の巻（1960年）
- 夜の流れ（1960年）☆
- 河口（1961年）
- 銀座の恋人たち（1961年）☆
- 斑女（1961年）
- 別れて生きるときも（1961年）
- 女家族（1961年）
- 妻として女として（1961年）☆
- 香港の夜（1961年）☆
- 女は二度生まれる（1961年）
- ゲンと不動明王（1961年）
- アッちゃんのベビーギャング（1961年）☆
- B・G物語 二十才の設計（1961年）
- ベビーギャングとお姐ちゃん（1961年）
- 女の座（1962年）☆
- 旅愁の都（1962年）☆
- 箱根山（1962年）
- 河のほとりで（1962年）
- ハイハイ3人娘（1963年）
- 若い仲間たち うちら祇園の舞妓はん（1963年）
- わんぱく天使（1963年）
- 江分利満氏の優雅な生活（1963年）
- 暁の合唱（1963年）
- 古都（1963年）
- こんにちは20才（1964年）
- 男嫌い（1964年）
- 君も出世ができる（1964年）☆
- 夜の片鱗（1964年）
- 裸の重役（1964年）
- 万事お金（1964年）
- 現代紳士野郎（1964年）
- 肉体の学校（1965年）
- ぜったい多数（1965年）
- 何処へ（1966年）
- 女の中にいる他人（1966年）
- 若い娘がいっぱい（1966年）
- 伊豆の踊子（1967年）
- 続・何処へ（1967年）
- 颱風とざくろ（1967年）
- 育ちざかり（1967年）
- 春らんまん（1968年）☆
- 女と味噌汁（1968年）
- 不信のとき（1968年）
- 兄貴の恋人（1968年）☆
- 街に泉があった（1968年）☆
- 二人の恋人（1969年）☆
- おいろけコミック　不思議な仲間（1970年）
- 赤頭巾ちゃん気をつけて（1970年）☆
- 奇妙な仲間 おいろけ道中（1970年）
- 初めての旅（1971年）☆
- 誰のために愛するか（1971年）
- 潮騒（1971年）☆
- 蒼ざめた日曜日（1972年）☆
- 初めての愛（1972年）☆
- 卒業旅行 Little Adventurer（1973年）☆
- 放課後（1973年）☆
- 三婆（1974年）
- 愛こんにちは（1974年）☆
- 挽歌（1976年）☆
- お嫁にゆきます（1978年）☆
- 海よお前が 帆船日本丸の青春（1981年）☆
- 海峡（1982年）☆
- 武蔵野心中（1983年）☆
- チーちゃんごめんね（1984年）☆

### テレビドラマ
- ナショナル ゴールデン・アワー / 松本清張シリーズ・黒い断層「白い闇」（1961年、TBS）
- 青春とはなんだ（1965年、日本テレビ）
- 細雪（1965年、日本テレビ）
- これが青春だ（1966年 - 1967年、日本テレビ）
- でっかい青春（1967年 - 1968年、日本テレビ）
- 信子とおばあちゃん（1969年 - 1970年、NHK連続テレビ小説）
- お嫁に行きます（1973年、東京12チャンネル）
- 少年ドラマシリーズ（NHK）
  - 野菊の墓（1975年）
  - いつわりの微笑（1976年）
- ゴールデン劇場（テレビ朝日）
  - 森繁久彌のおやじは熟年（1981年）
- 木曜ゴールデンドラマ（読売テレビ）
  - 非行主婦・アル中の女（1982年、永原秀一と共同脚本）
  - 女はおんな（1986年、原作:佐藤愛子）
- 火曜サスペンス劇場（日本テレビ）
  - 女の中にいる他人（1981年）
  - 影なき殺意（1982年）
  - 冷たいのがお好き（1987年、原作:小泉喜美子）

## 著書
- 『丘は花ざかり：シナリオ』 井手俊郎, 水木洋子 共著 三笠書房 1952年 (三笠文庫 ; 第161)
- 『妻：シナリオ』 井手俊郎 著 三笠書房 1953年 (三笠シナリオ文庫 ; 第8)
- 『卒業旅行』 田波靖男, 井手俊郎 共著 早川書房 1972年